# Échecs mousquetaire
 (septembre 2021).
Si vous disposez d'ouvrages ou d'articles de référence ou si vous connaissez des sites web de qualité traitant du thème abordé ici, merci de compléter l'article en donnant les références utiles à sa vérifiabilité et en les liant à la section « Notes et références ».
Les Échecs des mousquetaires sont une variante d'échecs moderne. Elle a été inventée en 2011 et a été publiée pour la première fois en 2012. 

## Présentation
Elle se joue comme les échecs classiques en utilisant un échiquier 8x8, avec un jeu de pièces d'échecs identiques entre les blancs et les noirs, chacun disposant de 16 pièces (1 Roi, 1 Dame, 2 Tours, 2 Fous, 2 Cavaliers, 8 Pions). La principale différence étant l'adjonction de 2 pièces supplémentaires, qui peuvent être des pièces classiques (Fou, Cavalier, Tour, Dame) ou féériques (Pièces Atypiques, ou Non Classiques, ou Hétérodoxe). Le jeu se décline en plusieurs versions. La version initiale utilise comme pièces additionnelles une dizaine de pièces féériques, parmi elles quelques-unes sont historiquement connues et utilisées dans d'autres variantes d'échecs comme les échecs Capablanca (Chancelier et Archevêque), l'Amazone (une pièce conjuguant la puissance de la dame et l'élégance du cavalier). 
Les 10 premières pièces atypiques qui ont été proposées lors de la sortie du jeu sont : Araignée, Éléphant, Faucon, Licorne, Forteresse, Amazone, Archevêque, Chancelier, Léopard et Canon (les règles du Canon pour ce jeu sont différentes des échecs chinois). Dans les versions suivantes, la principale modification a été un choix de pièces additionnelles encore plus large, avec même la possibilité d'inclure des pièces inventées par les joueurs eux-mêmes. La première mise à jour avait commencée par inclure Le Fou et le Cavalier comme choix possible en tant que pièces additionnelles. Ce changement a été publié en 2019 et la variante a été dénommée "Les Titans Mousquetaires". La mention des Titans est reliée au fait qu'en rajoutant le Fou et le Cavalier aux 10 autres pièces, un panel de 12 pièces additionnelles différentes est proposé, ce qui rappelle la mythologie grecque et les 12 Titans. Plus récemment, une multitude de nouvelles pièces atypiques ont été rajoutées pour élargir le choix de pièces atypiques.

## Règles du jeu
La partie commence comme une partie classique en ajustant les pièces classiques sur l'échiquier. Les blancs et les noirs vont ensuite s'alterner dans le choix des pièces additionnelles.
En premier, ce sont les blancs qui choisissent la première catégorie de pièce. Le panel est large, et n'importe quelle pièce issue de l'imagination, déjà ou pas inventée peut être sélectionnée. Puis c'est le tour des noirs de choisir la deuxième catégorie de pièce additionnelle.
Le jeu d'échecs est un jeu abstrait où les forces sont connues et dont la position initiale est sans élément caché ou inconnu des deux adversaires. Les pièces additionnelles vont être introduite au cours du jeu, par un mécanisme de parachutage. Ce parachutage n'est pas aléatoire. Il est connu avant que la partie commence. Ainsi, les deux adversaires indiquent à tour de rôle la case sur laquelle leur pièce va être parachutée au cours du jeu. Cette case doit impérativement se trouver sur la première rangée (pour les blancs) ou sur la dernière rangée (pour les noirs), et l'introduction se fait en même temps que la pièce qui occupait cette case se déplace pour la première fois. Afin d'éviter le parachutage des deux pièces additionnelles en même temps et au cours du roque, il est interdit de placer simultanément des pièces additionnelles derrière le roi et une tour.
Ainsi, lors du roque, il est possible de parachuter l'une des pièces additionnelles sur la case qu’occupait la tour ou le roi. Celle-ci occupera ainsi la case libérée par la pièce concernée.
La partie est une partie d'échecs classiques, avec les mêmes règles et interdictions que le jeu d'échecs classique. L'objectif du jeu reste identique aux échecs classiques : gagner en portant un échecs et mat, etc.
La promotion des pions est possible et permet en cas d'utilisation de pièces atypiques de rajouter la possibilité de promouvoir en deux nouvelles catégories de pièces. Seules les pièces atypiques qui ont été utilisées au début de la partie peuvent être utilisées comme un choix de promotion supplémentaire.

## Programmes d'échecs et sites de jeu
Il est possible de jouer à Échecs des mousquetaires en ligne dans quelques sites internet. Parmi eux, chessvariants qui contient un nombre élevé de variantes, le site VChess de Benjamin Auder et le site internet de l'inventeur de la variante le Dr Zied Haddad.
Quelques programmes d'échecs se sont aussi intéressés au défi. Le plus connu étant Stockfish.